# Iglesia del Rosario de los Hombres Negros

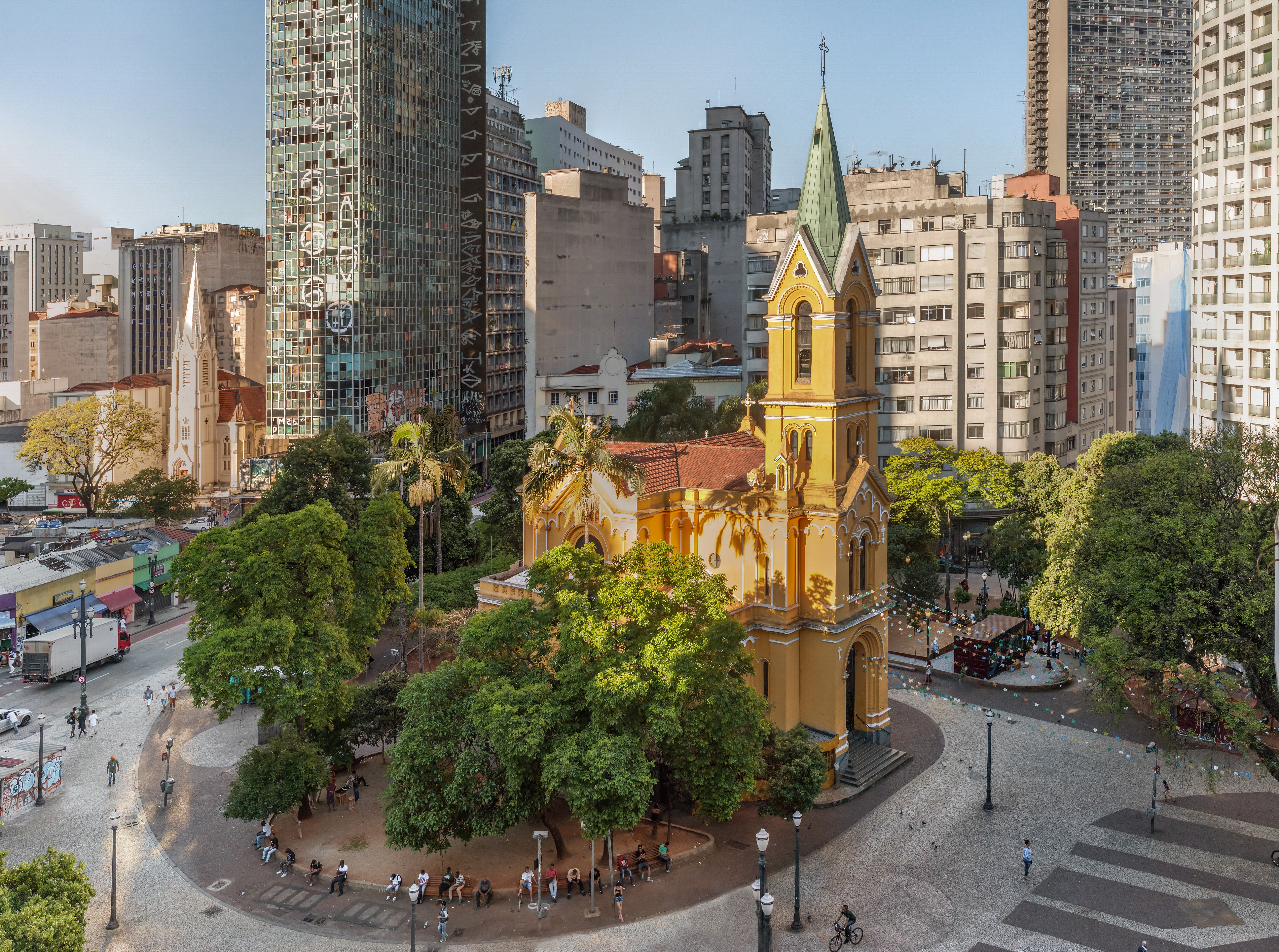
Foto aérea de la Iglesia.

La Iglesia del Rosario de los Hombres Negros (en portugués: Igreja do Rosário dos Homens Pretos), es una iglesia ubicada en el centro histórico de la ciudad Brasileña de São Paulo en el Largo do Paissandú.
- Datos: Q9007709
- Multimedia: Igreja de Nossa Senhora do Rosário dos Homens Pretos (São Paulo) / Q9007709